# 甲立駅
甲立駅（こうたちえき）は、広島県安芸高田市甲田町高田原にある、西日本旅客鉄道（JR西日本）芸備線の駅である。
旧・甲田町の代表駅でその中心部も近く、快速「みよしライナー」が停車する。急行列車が運転されていた時期は、急行列車も停車していた。

## 歴史

### 年表
- 1915年（大正4年）4月28日：芸備鉄道開業と同時に開設[2]。
- 1937年（昭和12年）7月1日：芸備鉄道買収により国有化[2]。鉄道省芸備線の駅となる。
- 1971年（昭和46年）12月10日：貨物取扱廃止[3]。
- 1985年（昭和60年）3月14日：荷物扱い廃止[2]。
- 1986年（昭和61年）4月1日：駅員無配置駅となる[4]。
- 1987年（昭和62年）4月1日：国鉄分割民営化により西日本旅客鉄道（JR西日本）に継承[2]。
- 1989年（平成元年）10月：再度無人駅化[5]。
- 1996年（平成8年）6月：現駅舎竣工[5]。
- 2002年（平成14年）10月5日：ダイヤ改正により、快速列車（後の「通勤ライナー」）の停車駅となる。
- 2003年（平成15年）10月1日：ダイヤ改正により、快速「みよしライナー」の停車駅となる。
- 2007年（平成19年）7月1日：ダイヤ改正により、急行「みよし」と快速「通勤ライナー」（ともに当駅停車）が全廃され、快速「みよしライナー」に統合。
- 2019年（平成31年）4月4日：三次駅 - 中三田駅間で暫定的に運転再開[6]。

### 駅名の由来
駅名は当駅から可愛川（江の川）を渡った場所にある旧・甲立村に由来しており、当駅の所在地自体は旧・小田村である。当駅所在地の旧町名の「甲田」は、甲立町（1927年町制施行）と小田村が1956年に合併した際に双方から一文字ずつ取って付けられたものである。なお、「甲立」は、歴史的仮名遣いで記すと「かふたち」で、「川立（かはたち）」（川の真っ直ぐ流れる箇所）に通じる。
芸備鉄道の敷設に当たっては、高田郡の要衝である吉田町と甲立村が熱心に誘致活動を行ったが、地理的事情からそれらの場所を通ることは困難であり、鉄道は小田村内に敷設されることとなった。その代わりとして、小田村内に設置された二つの駅はそれぞれ「吉田口」、「甲立」と小田村に由来しない駅名がつけられることになったという。

## 駅構造
島式ホーム1面2線を有する列車交換可能な地上駅である。駅舎は線路西側にあり、「インフォメーションセンター甲迎館」との合築で1996年（平成8年）竣功のものである。そこからホームへは跨線橋で連絡している（跨線橋へは駅舎外からも出入り可能）。
三次鉄道部が管理し、安芸高田市が受託する簡易委託駅。安芸高田市は指定管理制度を採用し、2024年（令和6年）3月31日までは第三セクターの株式会社こうだ21が指定管理者となっている。2023年（令和5年）11月、経費削減などの理由で2024年度以降は市による直営管理とする方針を示した。これに対し指定管理者である第三セクターの株式会社こうだ21は、直営管理の決定は根拠を欠くとして、同年12月4日に行政不服審査請求を行っている。
1階に出札窓口があり、朝から午後にかけて駅舎内にてPOS端末による発券を行っている。
山陽新幹線の指定席特急券は料金補充券により発券を行っている。
駅スタンプは「高林坊・五龍城址・観光なし園のある駅」。

### のりば
| のりば | 路線   | 方向 | 行先               |
| ------ | ------ | ---- | ------------------ |
| 1      | 芸備線 | 上り | 三次・備後庄原方面 |
| 2      | 芸備線 | 下り | 志和口・広島方面   |

- 2016年3月現在、ホームの方面案内板にのりば番号が表記されている。なお、下り線は両方向の入線・出発に対応しているが、1線スルーにはなっていない。平成28年梅雨前線豪雨では、当駅折返しが設定された。

## 利用状況
1日平均の乗車人員は以下の通り。
| 年度                | 1日平均 乗車人員 | 出典   |
| ------------------- | ---------------- | ------ |
| 1989年（平成 元年） | 296              | [ 11 ] |
| 1990年（平成02年）  |                  |        |
| 1991年（平成03年）  |                  |        |
| 1992年（平成04年）  | 339              | [ 12 ] |
| 1993年（平成05年）  |                  |        |
| 1994年（平成06年）  |                  |        |
| 1995年（平成07年）  |                  |        |
| 1996年（平成08年）  |                  |        |
| 1997年（平成09年）  |                  |        |
| 1998年（平成10年）  | 308              | [ 13 ] |
| 1999年（平成11年）  |                  |        |
| 2000年（平成12年）  |                  |        |
| 2001年（平成13年）  |                  |        |
| 2002年（平成14年）  | 288              | [ 14 ] |
| 2003年（平成15年）  |                  |        |
| 2004年（平成16年）  |                  |        |
| 2005年（平成17年）  | 280              | [ 15 ] |
| 2006年（平成18年）  | 265              | [ 15 ] |
| 2007年（平成19年）  | 244              | [ 15 ] |
| 2008年（平成20年）  |                  |        |
| 2009年（平成21年）  | 225              | [ 16 ] |
| 2010年（平成22年）  | 225              | [ 16 ] |
| 2011年（平成23年）  | 213              | [ 16 ] |
| 2012年（平成24年）  | 211              | [ 16 ] |
| 2013年（平成25年）  | 205              | [ 16 ] |
| 2014年（平成26年）  | 202              | [ 16 ] |
| 2015年（平成27年）  | 203              | [ 16 ] |
| 2016年（平成28年）  | 201              | [ 16 ] |
| 2017年（平成29年）  | 194              | [ 17 ] |
| 2018年（平成30年）  | 121              | [ 17 ] |
| 2019年（令和 元年） | 108              | [ 17 ] |
| 2020年（令和02年）  | 110              | [ 18 ] |
| 2021年（令和03年）  | 99               | [ 19 ] |

## 駅周辺
- 安芸高田市役所 甲田支所（旧・甲田町役場）
- 甲田郵便局
- 広島銀行吉田支店甲田出張所
- 安芸高田市立甲田中学校
- 安芸高田市立甲田小学校
- 菊山
- 甲立古墳
- 毛宗坊山
- 高林坊 - 通称「安芸の大本山」。文化財あり。
- 国道54号
- 江の川

## 隣の駅
西日本旅客鉄道（JR西日本）
 芸備線
■快速「みよしライナー」
三次駅 - 甲立駅 - 向原駅
■普通
上川立駅 - 甲立駅 - 吉田口駅